# André Lerond

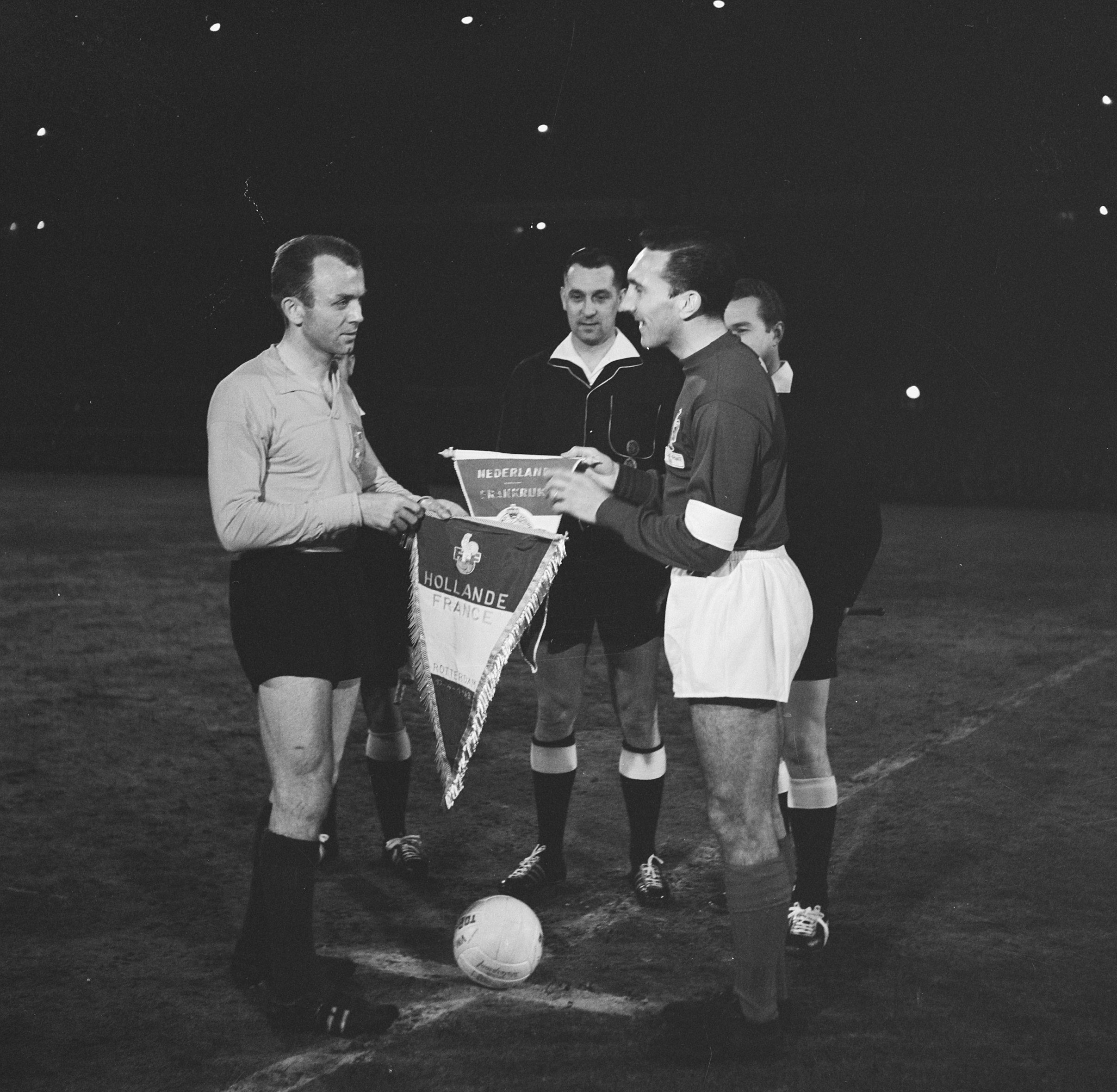
Lerond (rechts) mit Fons van Wissen (1963)

André Lerond (* 6. Dezember 1930 in Le Havre; † 8. April 2018 in Bron) war ein französischer Fußballspieler.

## Vereinskarriere
Der Linksfüßer spielte in seinen Vereinen meist Mittelläufer; obwohl nicht sehr groß gewachsen und eher schmächtig, war er durchsetzungsfähig auf dem Boden und auch im Kopfballspiel, verfügte zudem über eine gute Ballbehandlung. Als Jugendlicher begann er in den ersten Nachkriegsjahren bei einem Verein aus dem normannischen Coutances; mit 19 zog es ihn vom Ärmelkanal an die Côte d’Azur zur AS Cannes-Grasse in der zweiten Liga. Im Sommer 1951 wechselte er zum Erstligaaufsteiger Olympique Lyon, bei dem er die folgenden acht Jahre blieb. Lyon stieg nach einem Jahr wieder in die Division 2 ab, kehrte aber 1954 ins Oberhaus zurück. Titel waren freilich mit den Gones – so die noch heute geläufige Bezeichnung der Lyoner Mannschaft – nicht zu gewinnen: zwei achte Plätze (1956 und 1958) in der Meisterschaft und eine Halbfinalteilnahme im Landespokal (1956) waren für Lerond die größten Erfolge bei den Rot-Weißen. Dafür wurde er in dieser Zeit aber zum Nationalspieler (siehe unten).
1959 holte ihn Stade Français in die Hauptstadt, wo er sich finanziell zwar besser stand als bei Olympique, sportlich aber gleichfalls nicht über Mittelplätze hinauskam: mehr als ein zehnter Tabellenplatz in der Division 1 (1962) sprang in den vier Jahren an der Seine nicht heraus. Dass dieses Mittelmaß am allerwenigsten an André Lerond lag, zeigt seine Auszeichnung als beständigster Spieler der Liga in der Saison 1961/62, wofür France Football ihm die Étoile d’or zuerkannte. Am Ende der Spielzeit 1962/63 beendete er, erst 32-jährig, aus familiären und beruflichen Gründen seine Karriere als Profifußballer.

### Stationen
- Coutances
- Association Sportive de Cannes-Grasse (bis 1951, in der D2)
- Olympique Lyonnais (1951–1959, davon 1952–1954 in der D2)
- Stade Français Paris (1959–1963)

## Nationalspieler
Zwischen Oktober 1957 und April 1963 bestritt Lerond insgesamt 31 A-Länderspiele für die Équipe tricolore. Weil die Mittelläuferposition dort bis 1960 von Robert Jonquet (Stade Reims) besetzt war, spielte er meist als linker Verteidiger, konnte aber auch als Außenläufer eingesetzt werden. Höhepunkt dieser Jahre bei den Bleus war die Berufung durch Sélectionneur Paul Nicolas und Trainer Albert Batteux in den französischen Kader bei der Weltmeisterschaft 1958. In Schweden wurde er in sämtlichen sechs Begegnungen aufgestellt und hatte großen Anteil an Frankreichs bis dahin bester Platzierung bei einer WM-Endrunde; beim Spiel um Platz 3, das seine Elf 6:3 gegen Deutschland gewann, stand er nach Jonquets schwerer Verletzung aus dem Halbfinale auf seiner Lieblingsposition im Abwehrzentrum.
Nach seinem Wechsel zu Stade Français wurde Lerond 1959 und 1960 nur noch bei zwei Länderspielen berücksichtigt; dadurch verpasste er die Teilnahme an der für Frankreich allerdings enttäuschend verlaufenden ersten Europameisterschaftsendrunde vor eigenem Publikum. Erst ab Herbst 1961 gehörte er wieder zur Stammbesetzung und trug dann in zehn Begegnungen auch die Spielführerbinde.

## Leben nach der aktiven Zeit
André Lerond wechselte vom Rasen in die Leitung eines großen französischen Unternehmens der Zellstoff- und Hygienebranche und machte dort ebenfalls Karriere. Noch Ende 2006, an seinem 76. Geburtstag, war er PDG, also Vorstandsvorsitzender der Paredès-Apura-Gruppe (Markenname „Prop“). Er verstarb mit 87 Jahren an seinem Wohnort nahe Lyon.

## Palmarès
- 31 Länderspiele für Frankreich, davon 16 in seiner Zeit bei Lyon und 15 bei Stade Français; WM-Dritter 1958
- Gewinner der Étoile d’Or: 1961/62
- 278 Einsätze und 5 Tore in der Division 1, davon 153/3 mit Lyon und 125/2 mit Stade Français

## Nachweise
1. ↑  nach der Meldung vom 8. April 2018 bei Ouest-France

| Personendaten    | Personendaten                                      |
| ---------------- | -------------------------------------------------- |
| NAME             | Lerond, André                                      |
| KURZBESCHREIBUNG | französischer Fußballspieler                       |
| GEBURTSDATUM     | 6. Dezember 1930                                   |
| GEBURTSORT       | Le Havre, Département Seine-Inférieure, Frankreich |
| STERBEDATUM      | 8. April 2018                                      |
| STERBEORT        | Bron                                               |